# 게이머 네트워크
유한회사 게이머 네트워크(Gamer Network Limited)는 영국의 대중 매체 전문 회사이다. 1999년 루퍼 & 닉 로만이 유한회사 유로게이머 네트워크(Eurogamer Network Limited)라는 사명으로 설립했으나 2013년 현재의 명칭으로 변경했다. 2018년 2월 리드팝이 인수했다.
비디오 게임 저널리즘과 기타 비디오 게임 산업에 관련된 브랜드 및 웹사이트를 보유한다. 견본시 EGX를 운영하기도 한다. 주력 웹사이트인 유로게이머는 회사 설립과 함께 시작됐다.

## 역사
게이머 네트워크는 1999년 '유로게이머 네트워크'라는 이름으로 처음 출발했으며, 루퍼트와 닉 로만 형제가 설립했다. 주력 웹사이트인 유로게이머는 회사와 같이 1999년 9월 4일에 운영하기 시작했다. 닉 로만은 2004년 제약과 바비큐 산업에 뛰어들기 위해 퇴사했다.

## 소유 브랜드

### 사설 웹사이트
- GamesIndustry.biz – 2002년에 출범한 비디오 게임 산업의 사업적인 측면을 다루는 웹사이트.[4] 편집장은 제임스 뱃첼러이다.[5]
- Rock, Paper, Shotgun – 가정용 컴퓨터 게임 전문 웹사이트. 본래 2007년 키어런 길런, 알렉 미어, 존 워커와 짐 로시뇰이 세운 독립 사이트였으나 2010년 유로게이머 네트워크와 협력관계를 맺은 후 2017년에 흡수됐다.[6][7] 편집장은 캐서린 캐슬이다.[8]
- VG247 – 2008년 유로게이머 네트워크와 패트릭 개랫과의 협력으로 탄생한 비디오 게임 뉴스 웹사이트.[9] 편집장은 톰 오리이다.[10]
- 다이스브레이커 – 2019년 8월에 설립한 보드 게임 전문 웹사이트 및 유튜브 채널.[11] 편집장은 맷 자비스이다.[12]
- 메타봄 – 2013년 설립한 e스포츠 전문 웹사이트.[13]
- 아웃사이드엑스박스 – 엑스박스 게임 뉴스 전문 유튜브 채널. 2012년 설립.[14]
- 아웃사이드엑스트라 – 엑스박스 이외에 플레이스테이션, 닌텐도, 컴퓨터, 가상 현실 등 다수 플랫폼 전문 유튜브 채널. 2016년 설립.[15]
- 유로게이머 – 1999년 회사 설립과 동시에 운영한 게이머 네트워크의 주력 웹사이트. 편집장은 올리 웰시이다.[16]

### 기타
- 게이머즈 에디션 – 2013년 설립된 비디오 게임 머천다이징과 한정판을 생산하는 부서. 초기에 《페이퍼즈, 플리즈》 특별판과 《핫라인 마이애미》 및 《핫라인 마이애미 2: 롱 넘버》 합본판을 출시했다.[17][18]
- 게이머 크리에이티브 – 조시 히튼이 설립한 게이머 네트워크 내부의 광고 대행사.[19]
- 젤리 딜스 – 비디오 게임 할인 행사를 다루는 웹사이트. 2016년 설립.[20]

### 폐쇄
- US게이머 (USG) – 2013년 유로게이머 미국 직원들이 설립한 산하 웹사이트.[21] 2020년 폐쇄.[22]